# Perizoma peterseni
Perizoma peterseni är en fjärilsart som beskrevs av Louis Beethoven Prout 1914. Perizoma peterseni ingår i släktet Perizoma och familjen mätare. Inga underarter finns listade i Catalogue of Life.